# Bible Belt

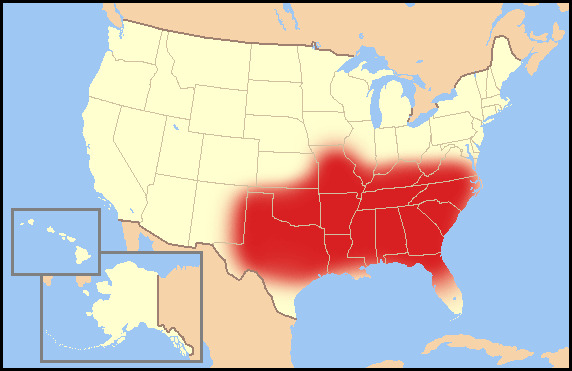
Extensió aproximada del Cinturó de la Bíblia, en color vermell sobre el mapa dels Estats Units.

El Cinturó de la Bíblia (en anglès, Bible Belt) és un terme col·loquial utilitzat per referir-se a una extensa regió dels Estats Units on el cristianisme evangèlic té un profund arrelament social, circumstància que es manifesta nítidament en la forma de vida de la població, a la moral i a la política.

## Origen del terme
En geografia nord-americana se sol utilitzar el terme "cinturó" (belt) per anomenar regions agrícoles amb un tipus de cultiu predominant. Així, en un mapa agrari dels Estats Units, es dibuixen diferents "cinturons" que atenen a la seva especialització agrícola: cinturó del blat de moro (Corn belt), cinturó del cotó (Cotton belt), cinturó del tabac (Tobacco belt), etc.
El terme només cobra sentit si comprenem l'especial èmfasi que el cristianisme evangèlic posa a la Bíblia i la importància que té en la vida d'aquests cristians. És per això que el Cinturó de la Bíblia és la regió on la Bíblia és abundant, no només pel nombre d'exemplars impresos sinó també per la importància de l'Escriptura en la vida de la població.
La major part del territori del Cinturó de la Bíblia consisteix en el Sud històric dels Estats Units. Durant el període colonial (1607-1776) el sud era un feu de l'Església anglicana. La transició cap a un feu del protestantisme no anglicà va succeir de forma gradual al llarg del segle següent, a través d'una sèrie de revifaments en la fe, molts d'ells associats a les denominacions baptistes.
El primer ús conegut del terme Bible Belt s'atribueix al periodista nord-americà HL Mencken, que el 1924 escrivia al Chicago Daily Tribune: "The old game, I suspect, is beginning to play out in the Bible Belt." (El vell joc, sospito, es comença a jugar al Cinturó de la Bíblia).

## Estats compresos
Els estats considerats part del Cinturó Bíblic en un sentit més genèric són: 
- Carolina del Nord
- Carolina del Sud
- Alabama
- Geòrgia
- Mississipi
- Tennessee
- Kentucky
- Arkansas

així com la major part dels estats de: 
- Texas
- Missouri
- Oklahoma
- Louisiana
- Virgínia

També es consideren part del Cinturó Bíblic algunes regions de: 
- Florida (particularment el centre i nord)
- Kansas (sud i est)
- Illinois (sud)
- Virgínia Occidental (sud)
- Ohio (sud)

## Fets històrics motivats per la religió
El Cinturó bíblic s'ha caracteritzat per promoure el creacionisme i rebutjar polítiques tendents a una sèrie d'assumptes, entre els quals cal assenyalar: 
- L'ensenyament de la biologia evolutiva
- L'educació sexual
- L'avortament
- Els drets civils per a les persones LGBT.
- La separació de l'Església i l'Estat

Aquests són alguns dels fets esdevinguts en aquesta àrea: 
1925. Judici de Scopes. A Dayton, Tennessee, es va jutjar el professor d'institut John Scopes per ensenyar la teoria de l'evolució en classe de ciències naturals. El procés va ser molt publicitat i va tenir com a fiscal el polític i fonamentalista cristià William Jennings Bryan. La defensa de Scopes va estar a càrrec de Clarence Darrow, un dels millors advocats del moment. El judici va suposar la condemna de Scopes a una multa de 100 $ que posteriorment va ser rebaixada dos anys després pel Tribunal Suprem. L'interessant del judici és que Darrow va mostrar que l'argument creacionista consisteix a negar sistemàticament l'evidència. En aquest judici es va impedir comparèixer com a testimonis experts en biologia, geologia, astronomia, etc. Tot i que el judici va ser guanyat pels demandants, el creacionisme va perdre per la seva falta de suport racional en aplicar la literalitat de la Bíblia.

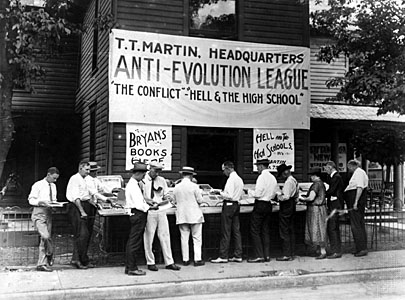
Inici del anomenat judici del mico (Judici de Scopes) al 1925

1999. La Junta d'Educació de Kansas va votar l'11 d'agost d'aquest any (amb sis vots a favor i quatre en contra) eliminar dels currículums de les escoles i escoles estatals tota referència a l'origen i evolució l'univers, dels organismes i dels humans.
2003. El jutge d'Alabama, Roy Moore, es nega a retirar un monument als Deu Manaments que ell mateix va manar a instal·lar en un edifici judicial de Montgomery, la capital. Els seus crítics asseguren que aquest monument, en una oficina estatal, constitueix una violació de la separació constitucional de l'Església i l'Estat.
2007. Obre les portes a Petersburg, Kentucky el "Museu de la Creació", un espai que mostra representacions de dinosaures convivint amb éssers humans, en una defensa del creacionisme bíblic. Aquesta institució pertanyent al ministeri cristià "Respostes en el Gènesi" és recolzada econòmicament amb diners públics de l'Estat.
2010: Es planeja crear un parc temàtic de l'arca de Noè a Kentucky, a 45 quilòmetres del "Museu de la Creació".
2011. El senador Joe Bowen proposa crear una assignatura la matèria curricular de la qual sigui exclusivament la Bíblia a l'Estat de Kentucky.
2011. El 7 d'abril l'Assemblea General de Tennessee aprova una llei que facilita l'ensenyament del creacionisme judeocristià i la negació de l'escalfament global.

## Altres "cinturons religiosos"
Al mapa religiós dels Estats Units, el Cinturó de la Bíblia sol posar-se en contrast amb el protestantisme tradicional i el catolicisme imperants al nord-est del país, la varietat religiosa del mig oest i els Grans Llacs, el Corredor Mormó de Utah i al sud d'Idaho, el cinturó catòlic de Texas-Louisiana-Florida i el secularisme estès a l'oest.